# Dulce Miranda
Dulce Ferreira Pagani Miranda (Pocrane, 15 de dezembro de 1963) é uma jurista e política brasileira, ex-deputada federal pelo Tocantins, sendo vice-líder do MDB na Câmara dos Deputados à época. Miranda é graduada em Direito pelo Instituto de Ensino e Pesquisa Objetivo de Palmas. Foi membro titular da Comissão de Seguridade Social e Família, da Secretaria da Mulher e da Comissão Mista de Combate à Violência contra a Mulher no Congresso Nacional, sendo também suplente na Comissão de Fiscalização Financeira e Controle. Ela é casada com o ex-governador do Tocantins, Marcelo Miranda, e tem dois filhos.
Como vice-líder do PMDB na Câmara dos Deputados, participou e atuou na bancada pelo compromisso com a aprovação da PEC 011/2015 na Comissão Especial da PEC 011/15, do Tribunal Superior do Trabalho. Ela também é membro da Frente Parlamentar da Primeira Infância, Frente Parlamentar Mista em Defesa do Comércio, Serviço e Empreendedorismo; Frente Parlamentar Mista para Refugiados e Ajuda Humanitária e da Frente Parlamentar contra o Abuso e a Exploração Sexual de Crianças e Adolescentes.
Pela terceira vez primeira-dama do Estado do Tocantins, atuou como Secretária de Estado do Trabalho e Assistência Social do Tocantins (Setas) em 2003. Sua atuação sempre foi focada na assistência social técnica, qualificação profissional e geração de renda.

## Projetos
Dulce fundou e coordenou o projeto Apoiando e Acreditando nas Famílias do Tocantins (AAFETO), coordenou o programa Comunidade em Ação, implementando ações para o desenvolvimento local integrado e sustentável. Fundou e coordenou o programa Mão na Massa, que implementou padarias comunitárias e qualificou cidadãos de vários Municípios do Estado do Tocantins.
A deputada criou a campanha Seja Solidário para a arrecadação de roupa e mantimentos para vítimas de enchentes. Coordenou o programa Ser Cidadão, atendendo comunidades carentes, levando equipe médica, cartório e equipes do judiciário para os municípios mais distantes do Estado.
Votou a favor do Processo de impeachment de Dilma Rousseff. Já durante o Governo Michel Temer, votou a favor da PEC do Teto dos Gastos Públicos. Em agosto de 2017 votou contra o processo em que se pedia abertura de investigação do então presidente Michel Temer, ajudando a arquivar a denúncia do Ministério Público Federal.